# Halna socken
Halna socken i Västergötland ingick i Vadsbo härad, ingår sedan 1971 i Töreboda kommun och motsvarar från 2016 Halna distrikt.
Socknens areal är 33,79 kvadratkilometer varav 27,52 land. År 2000 fanns här 259 invånare.  Kyrkbyn Halna med sockenkyrkan Halna kyrka ligger i socknen.

## Administrativ historik
Socknen har medeltida ursprung. 
Vid kommunreformen 1862 övergick socknens ansvar för de kyrkliga frågorna till Halna församling och för de borgerliga frågorna bildades Halna landskommun. Landskommunen uppgick 1952 i Undenäs landskommun som upplöstes 1971 då denna del uppgick i Töreboda kommun. Församlingen uppgick 2002 i Töreboda församling.
1 januari 2016 inrättades distriktet Halna, med samma omfattning som församlingen hade 1999/2000.  
Socknen har tillhört län, fögderier, tingslag och domsagor enligt vad som beskrivs i artikeln Vadsbo härad. De indelta soldaterna tillhörde Skaraborgs regemente, Södra Vadsbo kompani och Livregementets husarer, Vadsbo skvadron, Vadsbo kompani.

## Geografi
Halna socken ligger sydost om Töreboda med Viken i öster. Socknen är en skogsbygd med odlingsbygd i söder. 

## Fornlämningar
Från järnåldern finns gravar, stensättningar och domarringar.

## Namnet
Namnet skrevs 1440 Halnadha och kommer från kyrkbyn. Namnet innehåller halfnadher, 'hälft'  och kan syfta på en gård som delats eller på åkerbruk där hälften av åkers besås och hälften ligger i träda.